# Яра Бубнова
Ярослава Игоревна Бубнова (Яра Бубнова) е българска кураторка и художествена критичка, по народност рускиня.

## Биография
Родена е през 1961 г. (според някои източници 1957) в Москва. Завършва висшето си образование в Московския държавен университет „М. В. Ломоносов“ през 1983 г., специалност „История на изкуството“. След това се мести да живее в България. Съпруга е на художника Кирил Прашков.

### Художествена критичка и кураторка
Работи в Галерията за чуждестранно изкуство от самото ѝ откриване през 1985 г.
През 1992 г. е помощничка на куратора Лъчезар Бояджиев за първото българско участие на Международното биенале на съвременното изкуство в Истанбул (по нейните думи е комисар на българското участие). Първата изложба, организирана от нея, е през 1994 г. в Пловдив – „В търсене на отражението“.
Съвместно с Лъчезар Бояджиев създава неправителствената организация Институт за съвременно изкуство (ИСИ) в София от юни 1995 г. и е неин директор. През 2007 г. става куратор на част от Второто московско биенале. Избора си на професия тя коментира така: „Разбрах, че това, което не достига на нашите пост-социалистически художници, е куратор – човек, който би помогнал не на групите, а на индивидуалностите“. Следват и други изяви като куратор.
От септември 2018 г. е временно изпълняваща длъжността директор на Националната художествена галерия (НХГ) или т.нар. Национален музеен комплекс до избора на титулярен директор. През ноември 2019 г. печели конкурса за директор на Националния музеен комплекс в конкуренция с Надежда Джакова и Филип Зидаров.

### Преподавателска дейност
Между 1998 и 2004 г. Яра Бубнова преподава „Нови технологии и изкуство“ в Нов български университет. След това става преподавател в магистърска програма „Изкуства и съвременност“ на катедра Културология при Софийския университет „Св. Климент Охридски“. Води кураторски уъркшопове в Ню Йорк, Люксембург, Берлин, Санкт Петербург и др.

### Членства в организации
Яра Бубнова е президент на българската секция на Международната асоциация на художествените критици (AICA), член е на съвета на Международното биенале за съвременно изкуство „Манифеста“ (2002 – 2009) и на Европейския културен парламент. От 2008 г. е член и на Artistic Advisory Committee на MOCA (Хонг Конг, Китай).
Член е на Обществения съвет към министъра на културата на Република България (от 2014).

## Награди
- На 22 май 2014 г. Яра Бубнова получава награда за принос към българската култура и изкуство „Златно перо“.[15]

## Критики
Периодът, през който е директорка на НХГ, е белязан от скандали. 